# Erwin Frink Smith

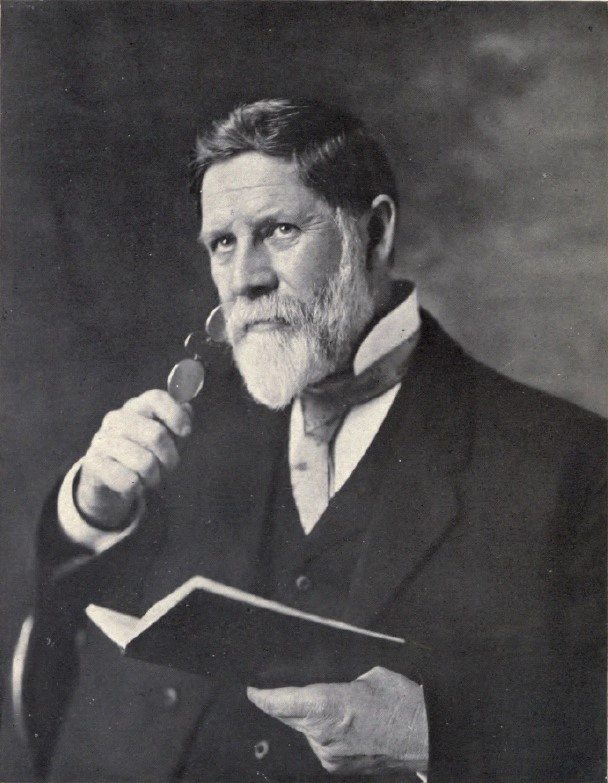
Erwin Frink Smith, 1918

Erwin Frink Smith (* 21. Januar 1854 in Gilberts Mills, Schroeppel, New York; † 6. April 1927 in Washington, D.C.) war ein US-amerikanischer Botaniker, Bakteriologe und Krebsforscher am U.S. Department of Agriculture. Er galt als Nestor der bakteriologischen Pflanzenpathologie.

## Leben und Wirken
Smith schloss erst im Alter von 26 die Highschool ab, veröffentlichte aber bereits ein Jahr später (1881) gemeinsam mit Charles F. Wheeler The Flora of Michigan. Smith erwarb 1886 an der University of Michigan einen Bachelor, 1889 ebendort einen Sc.D., während er bereits Assistent von Frank Lamson-Scribner am US-Agrarministerium war. Er arbeitete zunächst vor allem zu Pfirsich-Erkrankungen, deren Ursache (Mykoplasmen) er aber nicht identifizieren konnte, später zu verschiedenen durch Fusarien und durch Bakterien verursachten Pflanzenkrankheiten. Mit Alfred Fischer führte er eine beachtete wissenschaftliche Debatte zur Existenz von Pflanzenkrankheiten, die durch Bakterien verursacht werden. Ab 1902 leitete Erwin Smith das Labor für Phytopathologie am Agrarministerium. Er untersuchte den Wurzelhalsgallentumor und verglich ihn mit Krebsgeschwüren bei Tieren. Spätere Arbeiten befassten sich mit dem wissenschaftlichen Werk von Louis Pasteur sowie mit französischer, deutscher und italienischer Literatur.
Smith war seit 1889 mit Charlotte M. Buffett († 1906) verheiratet, seit 1914 mit Ruth Annette Warren.

## Auszeichnungen (Auswahl)
- 1890 Fellow der American Association for the Advancement of Science
- 1913 Mitglied der National Academy of Sciences
- 1914 Mitglied der American Academy of Arts and Sciences[1]
- 1914 Ehrendoktorat der University of Wisconsin
- 1916 Mitglied der American Philosophical Society[2]
- 1922 Ehrendoktorat der University of Michigan

Smith hatte mehrfach die Präsidentschaft wissenschaftlicher Fachgesellschaften inne: 1902 der Society for Plant Morphology and Physiology, 1906 der Society of American Bacteriologists und der Sektion G der American Association for the Advancement of Science, 1916 der American Phytopathological Society und 1925 der American Association for Cancer Research.